# Jan Lechoń
Leszek Józef Serafinowicz, bolj znan pod psevdonimom Jan Lechoń, poljsko-ameriški pesnik, esejist, prevajalec, literarni in gledališki kritik, * 13. marec 1899 Varšava, † 8. junij 1956 New York.

## Življenje
Rodil se je v Varšavi 13. marca 1899. Študiral je polonistiko na Univerzi v Varšavi. Prva dela je objavil pri trinajstih letih. Bil je sourednik časopisov Pro Arte et Studio in Pro Arte, kasneje je bil med soorganizatorji pesniške kavarne Pod Picadorem (1918–1919) in aktiven član pesniške skupine Skamander, v okviru katere je med letoma 1920 in 1923 objavljal svoja dela. Med poljsko-rusko vojno je delal na tiskovnem uradu Józefa Piłsudskega. Svojo prvo pesniško zbirko Karmazynowy poemat je objavil pri enaindvajsetih letih. 
Zaradi težav z depresijo je leta 1921 poskušal narediti samomor, a so ga rešili. Med letoma 1926 in 1929 je bil urednik satirične revije Cyrulik Warszawski. V obdobju med 1930 in 1939 je deloval kot kulturni ataše na poljskem veleposlaništvu v Parizu. Po porazu Francije v drugi svetovni vojni se je za kratek čas preselil v Brazilijo, kasneje pa se je ustalil v New Yorku. Lechoń je znan tudi kot soustanovitelj Poljskega inštituta za znanost in umetnost v ZDA. V času bivanja v ZDA je veliko sodeloval z radiem in urejal poljske časopise. Takrat je nastala njegova knjiga esejev z naslovom O literaturze polskiej (O poljski književnosti). Redno je sodeloval s časopisom Wiadomości Polskie Polityczne i Literackie (Poljske politične in literarne novice). Njegovo psihično stanje se je v ZDA poslabšalo, vedno težje je skrival svojo spolno usmerjenost, zato je pričel pisati dnevnik (1949–1956), s čimer je nadaljeval vse do svoje smrti. 8. junija 1956 je zaradi depresije naredil samomor. Razširile so se govorice, da je to posledica pritiskov tamkajšnje poljske skupnosti zaradi njegove spolne usmerjenosti.

## Delo
Avtor je začel pisati pri trinajstih letih. V obdobju med 1917 in 1920 je pisal ritmično politično satiro zbrano v knjigi Rzeczpospolita Babińska: Śpiewy Historyczne, kjer se je predvsem norčeval iz poljske politične situacije. Prvo pesniško zbirko z naslovom Karmazynowy poemat je izdal leta 1920 v Varšavi. Prinesla mu je veliko slave, saj je z njo dokazal svojo pesniško dovršenost. V pesmih kritizira poljsko mitologijo in želi književnost osvoboditi od nacionalnih tem. V pesniški zbirki Srebrne i czarne (1924) zavzame pesimističen pogled na življenje in prizadevanje ljudi za boljši svet. Pesmi v njej imajo izrazito klasicistično in baročno formo, tematika pa se nanaša na smrt in greh. Ti dve deli sta ga uvrstili v kanon poljske književnosti. Ponovno je začel ustvarjati šele po izbruhu druge svetovne vojne, ko je svoja dela posvečal vojnim žrtvam in herojem. Lechoń je pisal tudi eseje, nekateri izmed njih so bili objavljeni v časopisu Gazeta Polska (1930–1938). Ukvarjal se je tudi s prevajanjem drame in poezije. Leta 1925 je prejel nagrado društva Polskie Towarzystwo Wydawców Książek (Polsko društvo knjižnih založnikov), leta 1935 Złoty Wawrzyn PAL (zlata lovorika Poljske akademije za književnost), leta 1952 pa nagrado, ki jo podeljuje Związek Pisarzy Polskich na Obczyźnie (Zveza poljskih pisateljev v tujini).

### Poezija
- Srebrne i Czarne (1924)
- Poezje (1995)
- Karmazynowy Poemat (1920)

### Proza
- Na złotym polu (1912)
- Po Rożnych Ścieżkach (1914)
- W Pałacu Królewskim: Nokturn Dramatyczny (1916)
- Królewsko-Polski Kabaret (1917–1918)
- Facecje Republikańskie (1919)
- Rzeczpospolita Babińska: Śpiewy Historyczne (1920)
- Polityczna Szopka Cyrulika Warszawskiego (1927)
- O Literaturze Polskiej (1942)
- Lutnia na Bekwarku (1942)
- Aria z Kurantem (1945)
- Poezje Zebrane (1916–1953)
- Dzienniki (1967)